# Lourmarin
Lourmarin ist eine französische Gemeinde mit 1031 Einwohnern (Stand 1. Januar 2022) im Département Vaucluse und in der Region Provence-Alpes-Côte d’Azur. Die Gemeinde ist als eines der Plus beaux villages de France (Schönste Dörfer Frankreichs) klassifiziert.

## Geografie
Der Ort liegt zwischen Avignon (69 Kilometer) und Aix-en-Provence (41 Kilometer entfernt) am Durchgang vom Kleinen zum Großen Luberon in der Provence.
Das Gemeindegebiet gehört zum Regionalen Naturpark Luberon.

## Geschichte
Im 12. Jahrhundert wurde im Ort eine Festung errichtet, die im 15. Jahrhundert von Foulques d’Agoult im Renaissancestil und als Schloss erneuert wurde. Ebenfalls im 12. Jahrhundert unterhielt das Kloster Saint-André de Villeneuve-lès-Avignon in Lourmarin ein Priorat, das bis zum Beginn des 14. Jahrhunderts Bestand hatte, und eine Pfarrkirche, die aber im 15. Jahrhundert zerstört wurde. Die Gewinne aus den Ländereien, die zum Priorat gehörten, wurden von der Abtei eingezogen.
Am Ende des 15. Jahrhunderts wanderten viele Bewohner aus den höher gelegenen alpinen Tälern ab und ließen sich in der Ebene nieder. Von dieser wirtschaftlich bedingten Emigrationswelle profitierte auch Lourmarin. Im Jahre 1470 ließ Foulques III d’Agoult eine Kolonie Waldenser aus dem Piemont holen. Sie siedelten sich dauerhaft im Dorf an, und so wurde Lourmarin zu einem wichtigen Stützpunkt der Waldenser. Über die nächsten dreißig Jahre dominierte diese Bewegung 24 Dörfer in der Region. Man machte die sumpfige Niederung im Süden und schließlich auch den Nordhang des Luberon urbar. Im April 1545 wurde das von Waldensern bevölkerte Dorf von den Truppen des französischen Marineoffiziers Paulin de La Garde auf Befehl des ersten Präsidenten des Parlements von Aix (auch unter dem Namen Parlement der Provence bekannt), Jean Maynier, Gutsherr von Oppède, gebrandschatzt. Nach dem Massaker, in dem rund 3.000 waldensische Bewohner der Region getötet wurden, kehrte ein Teil der Überlebenden ins Piemont zurück, andere wanderten in die mittelamerikanische Provinz Darién aus. Nach dem Widerruf des Edikts von Nantes im Jahre 1685 floh ein Teil der ansässigen Hugenotten in die Spanischen Niederlande und schließlich weiter mit den Schiffen der Niederländischen Ostindien-Kompanie nach Südafrika, wo sie sich den Buren anschlossen. Noch heute existiert in Südafrika ein Weiler mit dem Namen Lormarin.
Ab 1920 wurde das Schloss renoviert.

## Lourmarin und der „mittelmeerische Geist“
Ab 1927 fanden im Schloss von Lourmarin Schriftstellertagungen statt an denen u. a. Jean Grenier, Schriftsteller und Publizist sowie Lehrer und Vorbild des Philosophen und Schriftstellers Albert Camus, teilnahm. In den 1930er Jahren veröffentlichte Grenier zwei Essays, die den Namen „Lourmarin“ im Titel trugen: Terrasses de Lourmarin („Terrassen von Lourmarin“) und Sagesse de Lourmarin („Weisheit von Lourmarin“). Lourmarin wurde sowohl für Grenier als auch für Camus zu einer Metapher für den „mittelmeerischen Geist“:
„Das südfranzösische Dorf, auf deren Namen Camus in den Büchern Greniers zum ersten Mal stößt, beheimatet für Lehrer wie Schüler den mittelmeerischen Geist; ein Ort, frei vom Getöse Europas.“
Camus erwarb dort ein Haus und ist auf dem örtlichen Friedhof begraben.

## Bevölkerungsentwicklung
| Jahr      | 1962 | 1968 | 1975 | 1982 | 1990 | 1999 | 2009 | 2018 |
| Einwohner | 612  | 615  | 685  | 858  | 1108 | 1119 | 1043 |      |

## Sehenswürdigkeiten
- Das Schloss Lourmarin aus dem 15. Jahrhundert wurde in späteren Jahren wiederholt umgebaut und vergrößert. Es soll sich um das älteste Renaissanceschloss in der Provence handeln.
- Kirche Saint-André
- Größte protestantische Kirche (frz. Temple) im Département Vaucluse, erbaut 1806
- Reste einer Windmühle
- Verschiedene Brunnen im Schlosspark und vor der Kirche
- Grabstätten von Albert Camus und Henri Bosco

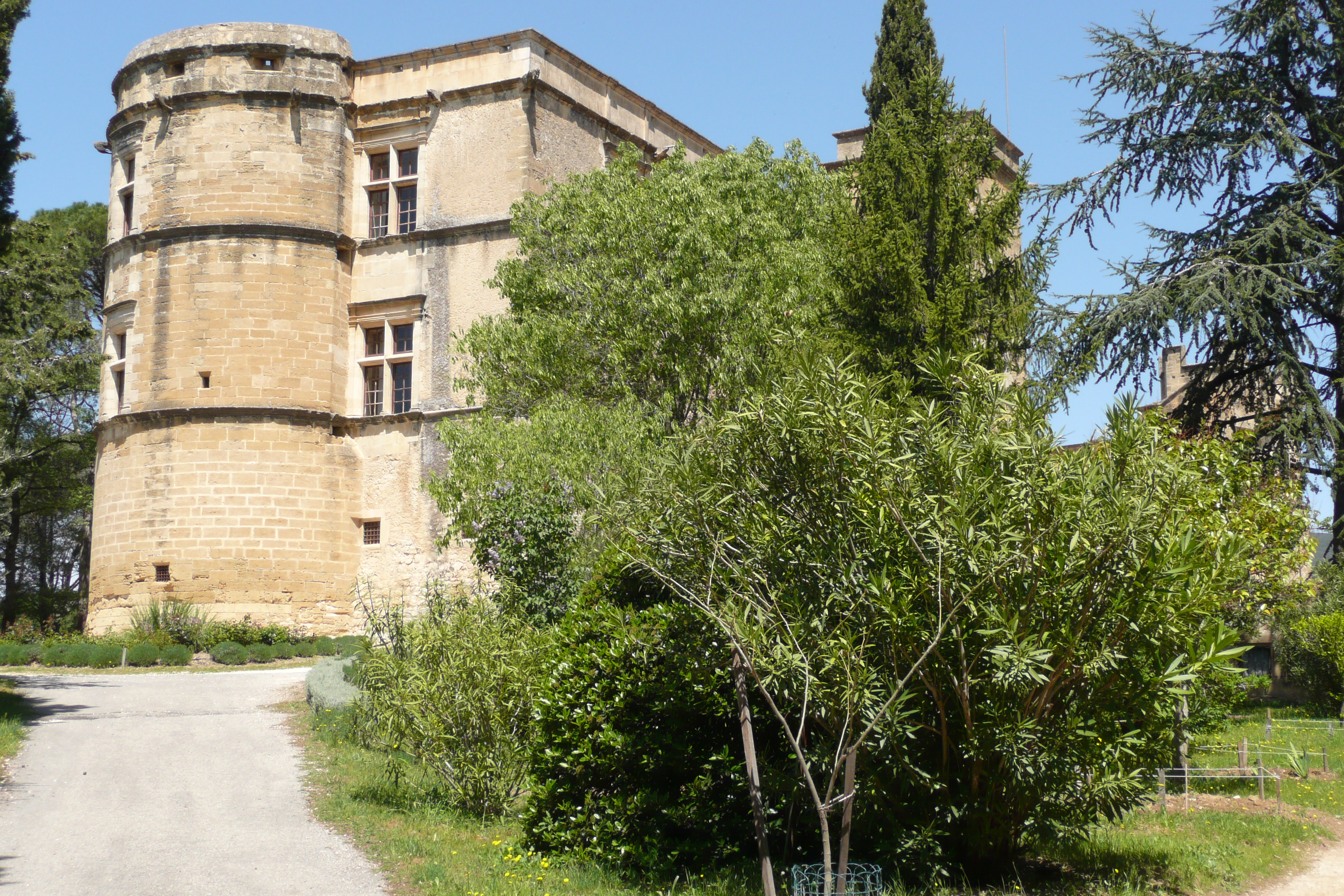
Château de Lourmarin
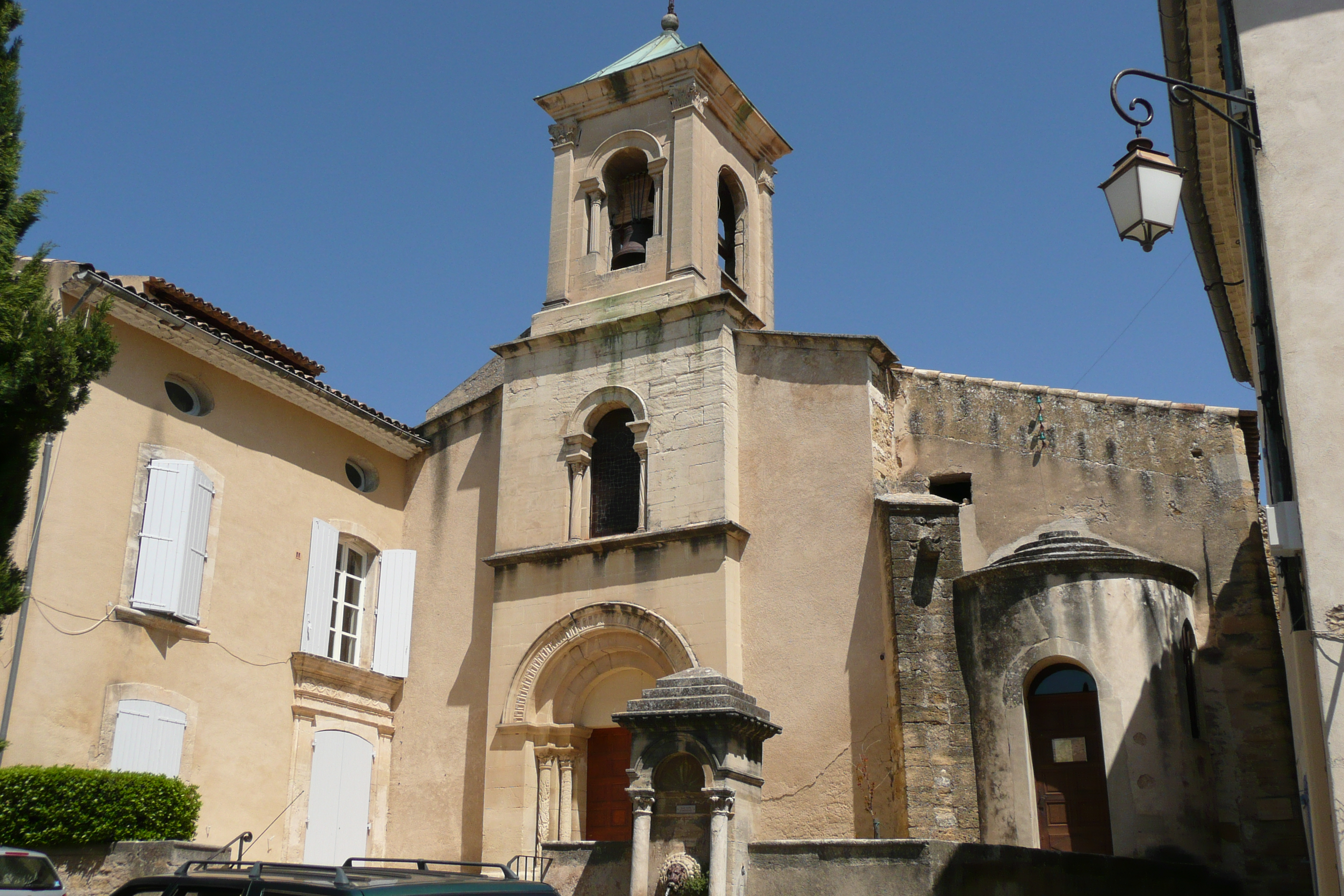
Kirche Saint-André
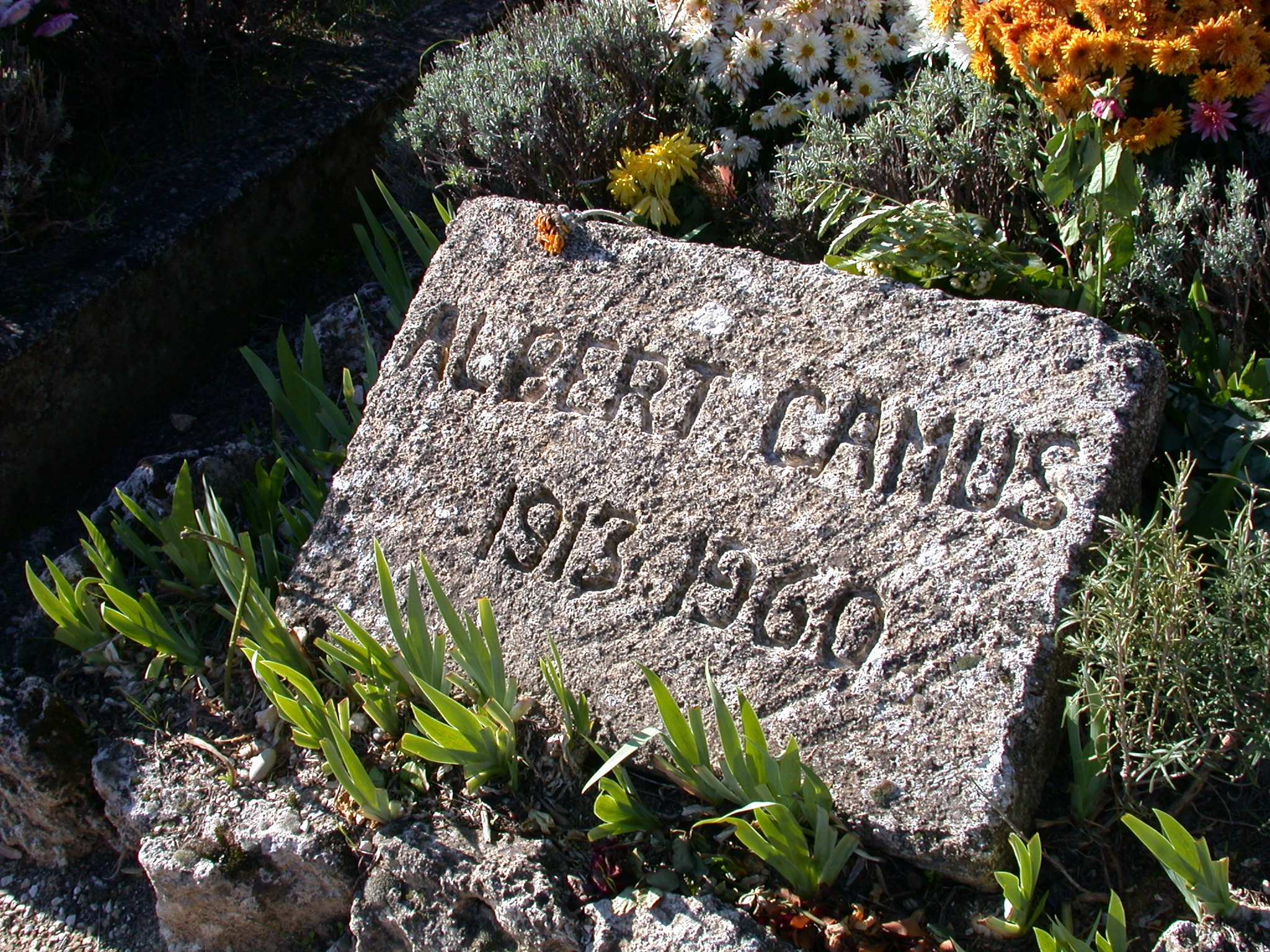
Grab Albert Camus’
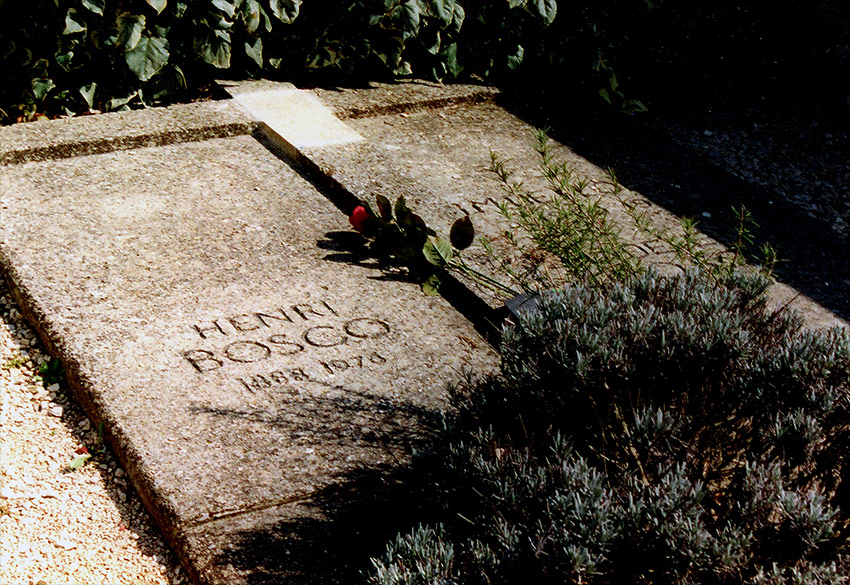
Grab Henri Bosco

## Gemeindepartnerschaften
Lourmarin ist partnerschaftlich verbunden mit Ötisheim in Baden-Württemberg, Deutschland und  Żyrardów in Polen.

## Persönlichkeiten

### Geboren In Lourmarin
- Philippe Henri de Girard (1775–1845),  französischer Techniker.
- Adolphe-Frédéric Michel (1839–1891), Schriftsteller und Publizist.

### Verbunden mit Lourmarin
- Henri Bosco (1888–1976), französischer Schriftsteller. Lebte und besaß ein Haus in der Gemeinde. Er hat sich um die Erhaltung und Restauration des Schlosses verdient gemacht. Sein Grab liegt auf dem Friedhof von Lourmarin.
- Albert Camus (1913–1960), französischer Philosoph und Schriftsteller, Literaturnobelpreisträger, lebte in der Gemeinde in seinem Haus, das er 1958 gekauft hatte. Sein Grab liegt auf dem Friedhof von Lourmarin.
- Peter Mayle (1939–2018), britischer Schriftsteller, lebte in der Gemeinde.